# 1985
1985 (MCMLXXXV) fou un any normal començat en dimarts segons el calendari gregorià.

## Esdeveniments
Països Catalans
- 20 de gener, Busot, Alacantí: Un caçador troba la fossa comuna de Lasa i Zabala, després que fossin torturats, assassinats i enterrats amb 50 kg de cal viva.
- 19 de maig. Barcelona: es funda l'Agrupament d'Esbarts Dansaires.[1]
- 13 de juny: Es crea el Col·legi Oficial de Bibliotecaris-Documentalistes de Catalunya, a partir de la Llei 10/1985.
- 28 d'agost: Toni Sors, Òscar Cadiach i Puig i Carles Vallès i Ocaña, juntament amb els xerpes Shambu Tamang, Ang Karma i Narayan Shrestra, van ser els primers catalans a posar els peus al cim de l'Everest.
- 16 de novembre, Barcelona, Barcelonès: Es publica el darrer número del diari centenari El Correo Catalán.

Resta del món
- 12 d'abril, Madrid: Un atemptat atribuït a Gihad Islàmic, provoca 18 morts i 82 ferits en el restaurant El Descanso.[2]
- 9 de maig, Pumori, Himàlaia: Jaume Matas, Joan Alarcón i Pere Rodés fan la primera ascensió catalana al Pumori, estrenant ruta al sud-est, anomenada via catalana.
- 2 de juliol, Guaiana francesaː L'Agència Espacial Europea llança la sonda Giotto, per estudiar el cometa de Halley.[3]
- 7 de juliol: 
  - Els militants d'ETA Joseba Sarrionandia i Iñaki Pikabea es fuguen de la presó de Martutene amagats dins de sengles altaveus després d'un concert d'Imanol Larzabal sense que ho sabés. La cançó Sarri, Sarri està basada en aquest fet.
  - Boris Becker guanya el torneig de Wimbledon de tennis als 17 anys i n'esdevé el campió més jove.
- 25 de juliol: Es fa públic que l'actor Rock Hudson pateix sida, un dels primers casos diagnosticats als Estats Units.[4]
- 2 d'agost: S'aprova la llei orgànica de llibertat sindical espanyola, oficialment coneguda com a «Llei Orgànica 11/1985, de 2 d'agost».
- 19 de setembre, Ciutat de Mèxic: la ciutat va ser sacsejada per un fort terratrèmol que provocà entre 6.000 i 35.000 morts.[5]
- 15 d'octubre: L'astrònom Edward Bowell descobreix l'asteroide (4446) Carolyn.[6]
- 25 d'octubre: El President de l'Argentina Raúl Alfonsín decreta l'estat de setge durant 60 dies per a superar els intents colpistes.
- 9 de novembre: Amb 22 anys Garri Kaspàrov venç a Anatoli Kàrpov i es converteix en el guanyador absolut més jove de la història del Campionat del món d'escacs.
- Bob Black publica l'assaig The Abolition of Work.
- L'associació Lesbians and Gays Support the Miners dona suport moral i econòmic a la vaga dels miners britànics.

### Cinema i televisió
| M/d   | Direcció          | Títol                                 | Gènere         |
| ----- | ----------------- | ------------------------------------- | -------------- |
| 01/28 | Francesc Bellmunt | Un parell d'ous                       | comèdia        |
| 08/29 | Francesc Betriu   | Rèquiem per un camperol               | drama històric |
| 02/25 | Joan Solivellas   | Un, dos, tres... ensaïmades i res més | comèdia        |
| 05/25 | Kurosawa          | Ran                                   | bèl·lic        |
| 12/14 | Gissberg/Lasseby  | Pelle Svanslös i Amerikatt            | animació       |
| 06/13 | John Huston       | L'honor dels Prizzi                   | com. dramàtica |
| 10/18 | Geoff Murphy      | Únic supervivent                      | ciència-ficció |

- 5jul  François Arnaud (The Borgias)

### Còmic
```
Fa 40 anys
!
```

El 3 de gener, DC mamprengué la publicació de la sèrie limitada Crisis on Infinite Earths.
El 3 de desembre, Masami Kurumada publicà el primer capítol de Saint Seiya en la revista Shūkan Shōnen Jump.
Naiximents
- ?  Aroha Travé

### Premis Nobel
| Camp                  | Guardonats                                                   |
| --------------------- | ------------------------------------------------------------ |
| Física                | - Klaus von Klitzing                                         |
| Química               | - Herbert A. Hauptman - Jerome Karle                         |
| Medicina o Fisiologia | - Michael Stuart Brown - Joseph L. Goldstein                 |
| Literatura            | - Claude Simon                                               |
| Pau                   | - International Physicians for the Prevention of Nuclear War |
| Economia              | - Franco Modigliani                                          |

### Videojocs
| M/d.  | jocs                       |     | sist.        |
| ----- | -------------------------- | --- | ------------ |
| 10/   | Hang-On                    | EU  | recreativa   |
|       | MUD2                       | ONU | ordinador    |
|       | Blade Runner               | ONU | C64, CPC, ZX |
| 09/04 | Ghosts 'n Goblins          | ONU | recreativa   |
| 11/   | Gauntlet                   | ONU | recreativa   |
|       | Vs. Ice Climber            | ONU | recreativa   |
| 10/18 | Excitebike                 |     | NES          |
| 10/18 | Ice Climber                |     | NES          |
|       | Island of Kesmai           |     | CompuServe   |
|       | Super Mario Bros.          |     | NES          |
| 04/   | Paperboy                   |     | recreativa   |
| 09/13 | Super Mario Bros.          |     | Famicom      |
| 04/22 | Kekkyoku nankyoku daibōken |     | Famicom      |
| 01/30 | Ice Climber                |     | Famicom      |

```
Fa 40 anys!
```

- 5jul  Hang On
- 18jul  NES
- 13set  Super Mario Bros.
- Nov.  Gauntlet

Després de l'èxit comercial del Nintendo VS. System en els recreatius estatunidencs, basat en la Famicom, Nintendo of America llançà la Nintendo Entertainment System el 18 d'octubre en prova a la ciutat de Nova York, abans de comercialitzar-la a tot el país l'any següent.
Al setembre es fundà l'empresa japonesa Square Company i, a l'octubre, la francesa Titus Software i la barcelonina Gaelco.

## Naixements

### Països Catalans
- 5 de gener, València, l'Horta: Mercedes Peris i Minguet, nedadora valenciana.
- 9 de gener, Crevillent, Baix Vinalopó: Juan Francisco Torres Belén, "Juanfran", futbolista valencià.
- 14 de gener, Oliva, la Safor: Àngels Gregori i Parra, poetessa i gestora cultural valenciana.[7]
- 15 de febrer, Barcelona, Barcelonès:
  - Víctor Tomàs i Gonzàlez, jugador d'handbol català.
  - Gina Tost i Faus, periodista i política catalana.
- 18 de febrer, Barcelona, Barcelonès: Laia Costa i Bertrán, actriu de cinema, teatre i televisió catalana.
- 22 de febrer, Barcelona, Barcelonès: Valero Rivera i Folch, jugador d'handbol català.
- 25 de febrer, Calvià, Mallorca: Sergi Fernández i Vila, jugador d'hoquei patins català.
- 26 de febrer, Prats de Lluçanès, Osona: Isaac Peraire i Soler, sociòleg i polític català, militant d'ERC.
- 28 de febrer, Palma, Mallorca: Víctor Casadesús Castaño, futbolista català.
- 4 de març, Palma, Mallorca: Maria Fuster Martínez, nedadora mallorquina.[8]
- 7 de març, Barcelona: Núria Ventura Mustienes, jugadora de corfbol catalana.[9]
- 22 de març, Barcelona, Barcelonès: Aina Vidal Sáez, política catalana, diputada al Congrés dels Diputats.[10]
- 26 de març, Deià, Mallorca: Lluís Enric Apesteguia Ripoll, polític i filòleg mallorquí.
- 4 d'abril, Palma, Mallorca: Rudy Fernández, jugador de bàsquet mallorquí.
- 5 d'abril, Caldes de Malavella, la Selva: Jeroni Fajardo i Vila, pilot de trial català.
- 13 d'abril, Sant Pere de Ribes, Garraf: Beatriz de Mora i Solorzano, jugadora de corfbol catalana.[11]
- 18 d'abril, La Roca del Vallès, Vallès Oriental: Maria Fernández Vidal, periodista esportiva catalana.[12]
- 25 d'abril, Barcelona, Barcelonès: Sergi Cervera i Casademont, actor de cinema i televisió català.
- 26 d'abril, Reus, Baix Camp: Albert Casanovas i Vázquez, jugador d'hoquei patins català.
- 28 d'abril, Barcelona, Barcelonès: Nausicaa Bonnín i Dufrenoy, actriu catalana.[13]
- 24 de maig, Mataró, Maresme: Moon Ribas, artista avantguardista i activista cíborg catalana.
- 27 de maig, València, l'Horta: Roberto Soldado Rillo, futbolista valencià.
- 11 de juny, Barcelona, Barcelonès: Jordi Montañez, cantautor català.
- 16 de juny, Mataró, Maresme: Jordi Bartrès i Calsapeu, jugador d'hoquei patins català.
- 19 de juny, València, l'Horta:ː Sandra Cervera, actriu de televisió valenciana.[14]
- 23 de juliol, 
  - Valènciaː Sandra Gómez López, política socialista i advocada valenciana.[15]
  - Calafell, Baix Penedès: Albert Pijuan i Hereu, escriptor, traductor i polític català.
- 1 d'agost, Barcelona, Barcelonès: Júlia Menéndez i Ortega, jugadora d'hoquei sobre herba catalana.[16]
- 9 d'agost, Barcelona, Barcelonès: Esther Morales i Fernández, nedadora catalana resident a Mallorca, medallista paralímpica.[17]
- 21 d'agost: 
  - Sant Cugat del Vallès, Vallès Occidental: Maria Rosa Tamburini i Borràs, jugadora d'hoquei sobre patins catalana.[18]
  - Figueres, Alt Empordà: Adrià Ciurana i Geli, artista català.
- 4 de setembre, Vilamarxant, Camp de Túria: Raül Albiol i Tortajada, futbolista català.
- 6 de setembre, El Vendrell, Baix Penedès: Dèborah Font i Jiménez, nedadora adaptada catalana.
- 7 de setembre, Barcelona, Barcelonès: Maria Romagosa i Romagosa, jugadora d'hoquei sobre herba catalana.[19]
- 29 de setembre, Sabadell, Vallès Occidental: Daniel Pedrosa i Ramal, motociclista català.
- 21 d'octubre, Tarragona, Tarragonès: Danae Boronat, periodista esportiva catalana.
- 28 d'octubre, Maçanet de la Selva, la Selva: Romà Bancells i Chavales, jugador d'hoquei patins català.
- 14 de novembre, Manacor, Mallorca: Elena Gómez Servera, gimnasta artística mallorquina.[20]
- 18 de novembre, Palma, Mallorca: Maria del Mar Serrano Barceló, lluitadora lliure mallorquina.
- 22 de novembre, Barcelona, Barcelonès: Virginia Rodríguez i Rece, jugadora d'hoquei patins catalana.
- 9 de desembre, Barcelona, Barcelonès: Josep Maria Selva i Cristià, "Jepi", jugador d'hoquei patins català.
- 11 de desembre, Corbera de Llobregat, Baix Llobregat: Laia Sanz i Pla-Giribert, motociclista catalana.[21]
- 16 de desembre, Vic, Osona: Carla Giudici i Font, jugadora d'hoquei patins catalana.[22]
- 27 de desembre, Vilanova i la Geltrú, Garraf: Gerard Romero, periodista i retransmissor en directe català.
- data desconeguda, Barcelona, Barcelonès: Aleix Sarri i Camargo, polític català.
- data desconeguda, Lleida, Segrià: Lara Díez i Quintanilla, actriu catalana.
- data desconeguda, Tortosa, Baix Ebre: Lucía Alemany, directora de cinema catalana.
- data desconeguda, Sabadell, Vallès Occidental: Cristina Farrés i Falgueras, periodista i política catalana.

### Resta del món
- 1 de gener, Qalqilya, Palestina: Fahed Attal, futbolista palestí.
- 2 de gener, East Brunswick, EUA: Heather O'Reilly, futbolista estatunidenca.
- 5 de gener, Salamanca, Espanya: Jorge Alonso, futbolista espanyol.
- 6 de gener, Bogotà, Colòmbia: Abel Aguilar, futbolista colombià.
- 7 de gener, Stevenage, Anglaterra: Lewis Hamilton, pilot de F1 anglès.
- 10 de gener, Vimianzo, Galícia: Martiño Rivas, actor de cinema i televisió gallec.
- 11 de gener, Aichi, Japó: Kazuki Nakajima, pilot de F1 japonès.
- 12 de gener, Madrid, Espanya: Borja Valero, futbolista espanyol.
- 17 de gener:
  - Lisse, Països Baixos: Sebastian Langeveld, ciclista neerlandès.
  - Madrid, Espanya: Adriana Ugarte, actriu espanyola.
- 23 de gener, Tytsjerksteradiel, Països Baixos: Doutzen Kroes, model i actriu neerlandesa.
- 24 de gener, Kamenica nad Hronom, Txecoslovàquia: Kornel Saláta, futbolista eslovac.
- 25 de gener:
  - Gallarate, Itàlia: Marco Parolo, futbolista italià.
  - Orotukan, Rússia: Tina Karol, cantant ucraïnesa.
- 26 de gener, Yeovil, Anglaterra: Heather Stanning, remadora i militar anglesa.
- 28 de gener, Coalville, Anglaterra: Tom Hopper, actor de cinema i televisió anglès.
- 29 de gener, Melbourne, Austràlia: Isabel Lucas, actriu australiana.
- 30 de gener:
  - Buenos Aires, Argentina: Gisela Dulko, tennista argentina.
  - Launceston, Austràlia: Richie Porte, ciclista australià.
- 1 de febrer, El Caire, Egipte: Asmaa Mahfouz, activista política egípcia.
- 2 de febrer, Rumst, Flandes: Francis de Greef, ciclista flamenc.
- 5 de febrer, Funchal, Portugal: Cristiano Ronaldo, futbolista portuguès.
- 6 de febrer, estat de Florida, EUA: Prinzzess, actriu pornogràfica estatunidenca.
- 9 de febrer, Taixkent, Uzbekistan: Iekaterina Kórbut, escaquista russa.
- 10 de febrer, Ponferrada, Espanya: Lidia Valentín Pérez, aixecadora espanyola.
- 11 de febrer, Gaza, Palestina: Abu Obaida, activista polític palestí, portaveu de les Brigades Izz ad-Din al-Qassam.
- 13 de febrer:
  - Guwahati, Índia: Somdev Devvarman, tennista indi.
  - Almere, Països Baixos: Hedwiges Maduro, futbolista neerlandès.
- 16 de febrer, Atenes, Grècia: Zoí Dimoskhaki, nedadora grega.
- 19 de febrer:
  - Užice, RFS Iugoslàvia: Milovan Raković, jugador de bàsquet serbi.
  - Jasło, RP Polònia: Sławomir Peszko, futbolista polonès.
- 21 de febrer:
  - Sussex, Canadà: Christian Meier, ciclista canadenc.
  - Bratislava, Txecoslovàquia: Peter Velits, ciclista eslovac.
- 24 de febrer, Braintree, Estats Units: Priscilla Chan, pediatra i filantropa estatunidenca.
- 25 de febrer, Estats Units: Thomas Herndon, economista estatunidenc.
- 26 de febrer:
  - Pamplona, País Basc: Fernando Llorente, futbolista basc.
  - Astigarraga, País Basc: Agin Laburu, bertsolari basc.
- 1 de març, Las Palmas de Gran Canària, Espanya: Nauzet Pérez, futbolista espanyol.
- 2 de març, Manyanzwani, Kenya: Patrick Makau, maratonià kenyà.
- 4 de març, Los Angeles, EUA: Whitney Port, actriu i model estatunidenca.
- 7 de març:
  - Markham, Gal·les: Gerwyn Price, jugador de dards i rugbi gal·lès.
  - Redhill, Anglaterra: Charlotte Best, migfondista anglesa.
- 8 de març, Hèlsinki, Finlàndia: Maria Ohisalo, política finlandesa, militant de la Lliga Verda.[23]
- 9 de març, Maracay, Veneçuela: Pastor Maldonado, pilot de F1 veneçolà.
- 12 de març, Brussel·les, Bèlgica: Paul Van Haver («Stromae»), cantant i compositor belga.
- 13 de març, Los Angeles, EUA: Emile Hirsch, actor estatunidenc.
- 15 de març, Irun, País Basc: Javier Garrido, futbolista basc.
- 18 de març, Šibenik, RFS Iugoslàvia: Gordon Schildenfeld, futbolista croat.
- 20 de març, Grozni, RSSA Txetxènia-Ingúixia: Polina Jerebtsova, poetessa russa nacionalitzada finlandesa.[24]
- 21 de març, Cantaura, Veneçuela: Fernando Amorebieta Mardaras, futbolista basc.
- 22 de març, Istanbul, Turquia: Duygu Yetiş, actriu turca.
- 23 de març, Rochester, EUA: Bethanie Mattek-Sands, tennista estatunidenca.[25]
- 26 de març, Londres, Anglaterra: Keira Knightley, actriu anglesa.[26]
- 27 de març, Sydney, Austràlia: Danny Vukovic, futbolista australià.
- 28 de març, Kinshasa, RD Congo: Steve Mandanda, futbolista francès.
- 3 d'abril, Londres, Anglaterra: Leona Lewis, cantant anglesa.
- 7 d'abril, Glasgow, Escòcia: Humza Yousaf, polític escocès, primer ministre d'Escòcia.
- 9 d'abril, Berlín, Alemanya Occidental: Tim Bendzko, cantautor alemany.
- 10 d'abril, Mogadiscio, Somàlia: Barkhad Abdi, actor somali-estatunidenc.
- 14 d'abril, Stàvropol, Rússia: Konstantin Igropulo, jugador d'handbol rus.
- 16 d'abril, Påarp, Suècia: Andreas Granqvist, futbolista suec.
- 18 d'abril:
  - Kostrzyn nad Odrą, RP Polònia: Łukasz Fabiański, futbolista polonès.
  - Chester, Anglaterra: Tom Hughes, actor de cinema i televisió anglès.
- 19 d'abril, Titova Mitrovica, RFS Iugoslàvia: Valon Behrami, futbolista suís.
- 22 d'abril:
  - Ievpatòria, Ucraïna: Ksénia Símonova, artista ucraïnesa.
  - Montevideo, Uruguai: Pablo Cáceres Rodríguez, futbolista uruguaià.
  - Chicago, EUA: Sam Altman, empresari estatunidenc.[27]
- 23 d'abril, Cottbus, Alemanya Oriental: Tony Martin, ciclista alemany.
- 25 d'abril, Jerusalem, Israel: Salah Hamouri, advocat i activista pels drets humans francopalestí.
- 26 d'abril: 
  - Greensboro, EUA: John Isner, tennista estatunidenc.
  - Novovolynsk, URSS: Artem Fedetski, futbolista ucraïnès.
- 27 d'abril, Mar del Plata, Argentina: Horacio Zeballos, tennista argentí.
- 30 d'abril:
  - Roix Ha-Àyin, Israel: Gal Gadot, actriu israeliana.
  - Nakkila, Finlàndia: Kaisa Matomäki, matemàtica finlandesa.
- 5 de maig, Bibbiena, Itàlia: Emanuele Giaccherini, futbolista italià.
- 4 de maig, Londrina, Brasil: Fernandinho, futbolista brasiler.
- 7 de maig, Leningrad, Unió Soviètica: Mikhaïl Ignàtiev, ciclista rus.
- 8 de maig, Migennes, França: Cédric Pineau, ciclista francès.
- 12 de maig, Khobar, Aràbia Saudita: Fahad Albutairi,  comediant, actor i guionista saudí.
- 17 de maig, Lokeren, Flandes: Greg Van Avermaet, ciclista flamenc.
- 20 de maig, Nairobi, Kenya: Christopher Froome, ciclista britànic.
- 21 de maig, Øygarden, Noruega: Alexander Dale Oen, nedador noruec.
- 22 de maig, Richboro, EUA: Chris Salvatore, actor, cantautor, model i activista pels drets LGTBI estatunidenc.
- 25 de maig, Quilmes, Argentina: Gustavo Andrés Oberman, futbolista argentí.
- 29 de maig, Lomas de Zamora, Argentina: Candela López Tagliafico, política catalana d'origen argentí, alcaldessa de Castelldefels.
- 30 de maig, Budapest, Hongria: Krisztián Vadócz, futbolista hongarès.
- 1 de juny, Skopje, RS Macedònia: Tamara Todevska, cantant macedònia.[28]
- 2 de juny:
  - Cieza, Espanya: José Joaquín Rojas, ciclista espanyol.
  - Irib, Daguestan, URSS: Magomed Idríssovitx Ibraguímov, lluitador de lluita lliure rus d'ascendència avar nacionalitzat uzbek.
- 3 de juny, Czechowice-Dziedzice, RP Polònia: Łukasz Piszczek, futbolista polonès.
- 4 de juny:
  - Gliwice, RP Polònia: Lukas Podolski, futbolista germano-polonès.
  - Hod HaSharon, Israel: Bar Refaeli, model israeliana.
  - Kabul, RD Afganistan: Nadia Ghulam, escriptora afganesa.[29]
- 6 de juny, Eskilstuna, Suècia: Sebastian Larsson, futbolista suec.
- 7 de juny, Kraljevo, RFS Iugoslàvia: Dejan Lekić, futbolista serbi.
- 9 de juny, 
  - Ciutat de Nova York, EUA: Sebastian Telfair, jugador de bàsquet estatunidenc.
  - Malabo, Guinea Equatorial: Eva Ngui, atleta paralímpica espanyola d'origen guineà.[30]
- 10 de juny:
  - Ciutat de Luxemburg, Luxemburg: Andy Schleck, ciclista luxemburguès.
  - Tallinn, Estònia: Kaia Kanepi, tennista estoniana.
- 17 de juny, Limassol, Xipre: Markos Bagdatís, tennista xipriota.
- 21 de juny:
  - Kushiro, Japó: Kazuhiko Chiba, futbolista japonès.
  - Gap, Occitània: Laetitia Roux, esquiadora de muntanya occitana.
  - Ciutat de Nova York, EUA: Lana del Rey, cantant, compositora i model estatunidenca.[31]
  - París, França: Amel Bent, cantant francesa.[32]
- 27 de juny:
  - Wiesbaden, Alemanya Occidental: Nico Rosberg, pilot de F1 germano-finlandès.
  - Sant Petersburg, URSS: Svetlana Kuznetsova, tennista russa.
- 30 de juny, Baltimore, EUA: Michael Phelps, nedador estatunidenc.
- 1 de juliol, París, França: Léa Seydoux, actriu francesa.[33]
- 2 de juliol, Deal, Estats Units: Ashley Tisdale, actriu, cantant i model estatunidenca.[34]
- 5 de juliol, Redding, EUA: Megan Rapinoe, futbolista estatunidenca.
- 6 de juliol, Kilmallock, Irlanda: Killian Scott, actor irlandès.
- 8 de juliol, Santiago de Xile, Xile: Camila Moreno, cantautora xilena.[35]
- 9 de juliol, Stevenage, Anglaterra: Ashley Young, futbolista anglès.
- 10 de juliol:
  - Riedlingen, Alemanya Occidental: Mario Gómez, futbolista alemany.
  - Daegu, Corea del Sud: Park Chu-Young, futbolista sud-coreà.
- 12 de juliol, Trondheim, Noruega: Emil Hegle Svendsen, biatleta noruec.
- 13 de juliol, Guadalajara, Mèxic: Guillermo Ochoa, futbolista mexicà.
- 15 de juliol:
  - Antalya, Turquia: Burak Yılmaz, futbolista turc.
  - San Cesario di Lecce, Itàlia: Graziano Pellè, futbolista italià.
- 17 de juliol:
  - Walenstadt, Suïssa: Martin Kohler, ciclista suís.
  - Aberystwyth, Gal·les: Tom Cullen, actor gal·lès.
- 20 de juliol, Makíivka, RSS Ucraïna: Ievhèn Seleznov, futbolista ucraïnès.
- 25 de juliol, Heidelberg, Alemanya Occidental: Nelson Piquet Jr., pilot de F1 brasiler.
- 29 de juliol, Filderstad, Alemanya Occidental: Marie Muller, judoka luxemburguesa d'origen alemany.
- 30 de juliol, Londres, Anglaterra: Aml Ameen, actor anglès.
- 1 d'agost, Ružomberok, Txecoslovàquia: Dušan Švento, futbolista eslovac.
- 4 d'agost, Sydney, Austràlia: Mark Milligan, futbolista australià.
- 5 d'agost:
  - Farciennes, Valònia: Laurent Ciman, futbolista való.
  - Gülyazı, Turquia: Ferhat Encü, polític kurd.
- 6 d'agost, Liborna, Occitània: Mickaël Delage, ciclista occità.
- 9 d'agost, Jaraguá do Sul, Brasil: Filipe Luís, futbolista brasiler.
- 11 d'agost, Adelaida, Austràlia: Hannah Davis, piragüista australiana.
- 13 d'agost, Jesenice, Eslovènia: Grega Bole, ciclista eslovè.
- 17 d'agost, Sacramento, EUA: Alexander J. Honnold, escalador estatunidenc.
- 18 d'agost, San José, Costa Rica: Bryan Ruiz, futbolista costa-riqueny.
- 20 d'agost:
  - Madrid, Espanya: Álvaro Negredo, futbolista espanyol.
  - Dublín, Rep. Irlanda: Stephen Ward, futbolista irlandès.
- 27 d'agost, Čapljina, RFS Iugoslàvia: Nikica Jelavić, futbolista croat.
- 31 d'agost: 
  - Sevilla, Espanya: Marina Alabau Neira, regatista espanyola.[36]
  - Jiddah, Aràbia Saudita: Mohammed bin Salman, aristòcrata àrab, príncep-hereu de l'Aràbia Saudita.
  - Torrejón de Ardoz, Espanya: Esmeralda Moya, actriu espanyola.
- 2 de setembre, Banská Bystrica, Txecoslovàquia: Adam Nemec, futbolista eslovac.
- 4 de setembre, 
  - Kharkhorin, RP Mongòlia: Mөnkhbaatarin Bundmaa, judoka mongola.
  - Calgary, Canadà: Kaillie Humphries, corredora de bobsleigh canadenca.[37]
- 7 de setembre, Zabrze, RP Polònia: Adam Bodzek, futbolista alemany d'origen polonès.
- 8 de setembre, Żywiec, RP Polònia: Tomasz Jodłowiec, futbolista polonès.
- 9 de setembre, Zadar, RFS Iugoslàvia: Luka Modrić, futbolista croat.
- 17 de setembre, Žilina, Txecoslovàquia: Tomáš Hubočan, futbolista eslovac.
- 20 de setembre, Bogotà, Colòmbia: Franceska Jaimes, actriu pornogràfica colombiana.
- 22 de setembre, Regina, Canadà: Tatiana Maslany, actriu canadenca.
- 24 de setembre:
  - Arrasate, País Basc: Mikel González, futbolista basc.
  - Shreveport, EUA: Chi Chi DeVayne, drag-queen estatunidenca.
- 29 de setembre, Al-Aaiun, Sàhara Occidental: Elkouria Amidane, activista política saharaui.[38]
- 30 de setembre:
  - Juan Lacaze, Uruguai: Cristian Barrotti, futbolista uruguaià.
  - Jauja (ciutat peruana): Gladys Tejeda, atleta peruana.
- 4 d'octubre, Basauri, País Basc: Joseba Garmendia, futbolista basc.
- 9 d'octubre, Logronyo, Espanya: Alberto Garzón Espinosa, polític espanyol, militant d'EU.
- 11 d'octubre, Ciutat de Nova York, EUA: Michelle Trachtenberg, actriu de cinema i televisió estatunidenca.
- 12 d'octubre, Edimburg, Escòcia: Greig Laidlaw, jugador de rugbi escocès.
- 14 d'octubre, Cesena, Itàlia: Manuel Belletti, ciclista italià.
- 16 d'octubre:
  - Illertissen, Alemanya Occidental: Verena Sailer, velocista alemanya.
  - Southport, Austràlia: Casey Stoner, motociclista australià.
- 24 d'octubre, Liverpool, Anglaterra: Wayne Rooney, futbolista anglès.
- 10 de novembre, Belgrad, RFS Iugoslàvia: Aleksandar Kolarov, futbolista serbi.
- 14 de novembre, Kapellen, Flandes: Thomas Vermaelen, futbolista flamenc.
- 15 de novembre, Natzaret, Palestina: Maisa Abd Elhadi, actriu àrab palestina.
- 16 de novembre, Hèlsinki, Finlàndia: Sanna Marin, política finlandesa, Primera ministra de Finlàndia.[39]
- 17 de novembre, Porto Alegre, Brasil: Gabi Garcia, lluitadora d'arts marcials mixtes brasilera.
- 20 de novembre, Madrid, Espanya: Lourdes Hernández («Russian Red»), cantautora d'indie i folk espanyola.[40]
- 21 de novembre:
  - Los Palacios y Villafranca, Espanya: Jesús Navas, futbolista espanyol.
  - Mission, Canadà: Carly Rae Jepsen, cantant canadenca.[41]
- 22 de novembre, Esch-sur-Alzette, Luxemburg: Mandy Minella, tennista luxemburguesa.
- 23 de novembre, Seül, Corea del Sud: Viktor Ahn, patinador de velocitat sobre pista curta rus.
- 27 de novembre, 
  - Sevilla, Espanya: Isabel Franco Carmona, política espanyola, diputada al Congrés dels Diputats.[42]
  - Llemotges, Occitània: Damien Chouly, jugador de rugbi a 15 occità.
- 28 de novembre:
  - Montevideo, Uruguai: Álvaro Daniel Pereira Barragán, futbolista uruguaià.
  - Trappes, França: Tamara Marthe («Shy'm»), cantant francesa.
- 30 de novembre:
  - Tòquio, Japó: Aoi Miyazaki, actriu japonesa.
  - Camarillo, EUA: Kaley Cuoco, actriu estatunidenca.
- 3 de desembre: 
  - Berlín, Alemanya Occidental: Sıla Şahin, actriu alemanya.
  - Toluca, Mèxic: Margarita Hernández Flores, corredora de llarga distància i maratoniana mexicana.[43]
  - Allentown, EUA: Amanda Seyfried, actriu i cantant estatunidenca.
  - Gaza, Palestina: Faris Odeh, nen palestí que va esdevenir un símbol popular a causa d'una cèlebre fotografia, feta durant la Segona Intifada, on se'l veu llançant una pedra a un tanc israelià (m. 2000).[44]
- 5 de desembre, Lo Martegue, França: André-Pierre Gignac, futbolista francès.
- 8 de desembre, Slatina, Txecoslovàquia: Andrei Prepeliță, futbolista romanès.
- 9 de desembre, Oix, RSS del Kirguizstan: Ernesto Inàrkiev, escaquista rus.
- 10 de desembre:
  - Tula, França: Laurent Koscielny, futbolista francès.
  - Quỳnh Lưu, Vietnam: Lê Công Vinh, futbolista vietnamita.
- 12 de desembre, Slavonski Brod, RFS Iugoslàvia: Iva Brkić, jugadora de bàsquet croata.
- 14 de desembre, Częstochowa, RP Polònia: Jakub Błaszczykowski («Kuba»), futbolista polonès.
- 18 de desembre, Tórshavn, Illes Fèroe: Heidi Andreasen, nedadora feroesa.
- 19 de desembre, Sheffield, Anglaterra: Gary James Cahill, futbolista anglès.
- 22 de desembre, 
  - Collado Villalba, Espanya: Edurne, cantant espanyola.
  - Londres, Anglaterra: Kae Tempest, cantant, poeta i dramaturga anglesa.[45]
- 26 de desembre, La Haia, Països Baixos: Tom Leezer, ciclista neerlandès.
- 27 de desembre, Bastia, Còrsega: Adil Rami, futbolista cors.
- 30 de desembre, Santiago de Compostel·la, Galícia: David Broncano Aguilera, humorista i presentador espanyol.
- data desconeguda, Morelos, Mèxic: Wendy Barranco, activista pacifista estatunidenca.
- data desconeguda, Kyegudo, Tibet: Tashi Wangchuk, cineasta i activista polític tibetà.

## Necrològiques

### Països Catalans
- 5 de gener, Barcelona, Barcelonès: Salvador Codina i Cabra, compositor i violinista.
- 7 de febrer, Ciutadella de Menorca: Catalina Llabrés Piris, primera dona farmacèutica de les Illes Balears (n. 1901).[46]
- 22 de febrer, Barcelona, Barcelonès: Salvador Espriu i Castelló, poeta, dramaturg i novel·lista català.[47]
- 24 de febrer, Barcelona, Barcelonès: Josep Maria de Casacuberta i Roger, filòleg i editor català.
- 24 de març, Barcelona, Barcelonès: Antonio Juan Creix, policia espanyol.
- 26 de març, Barcelona, Barcelonès: Joan Cornudella i Barberà, polític català, militant d'Estat Català i el Front Nacional de Catalunya.
- 19 de maig, Palma, Mallorca: Alfredo Mayo, actor català.
- 29 de maig, 
  - Valènciaː María Labrandero, escultora valenciana de l'avantguarda valenciana dels anys trenta (n. 1903).[48]
  - Girona, Gironès: Ignasi Bosch i Reitg, arquitecte català.
- 3 de juny, Barcelona, Barcelonès: Maria Cinta Balagué, pionera en les emissions radiofòniques (n. 1898).[49]
- 4 d'agost, Cadaqués, Alt Empordà: Rosa Leveroni i Valls, poetessa catalana.[50]
- 26 d'agost, Benicàssim, la Plana Alta: Leopold Querol i Roso, pianista valencià.
- 27 d'agost, Barcelona, Barcelonès: Manuel Sacristán Luzón, escriptor i pensador marxista espanyol.
- 26 d'octubre, Barcelona: Maria Llimona i Benet, escultora catalana (n. 1894).[51]
- 1 de desembre, Barcelona, Barcelonès: Agustí Centelles i Ossó, fotògraf valencià.
- 6 de desembre, Santa Coloma de Gramenet, Barcelonès: Estrella Cortichs i Vinyals, mestra republicana catalana.[52]
- 7 de desembre, Deià, Mallorca: Robert Graves, poeta i novel·lista anglès.
- 16 de desembre, Barcelona, Barcelonès: Quim Sànchez i Núñez, activista polític català, membre de Terra Lliure.
- 24 de desembre, Barcelona, Barcelonès: Roser Matheu i Sadó, poeta i biògrafa catalana (n. 1892).[53]
- Badalona, Barcelonès: Carles Nyssen i Vicente, fotògraf català.

### Resta del món
- 12 de gener, La Foa, Nova Caledònia: Éloi Machoro, polític neocaledonià d'ètnia canac.
- 19 de gener, Palo Alto, EUA: Eric Voegelin, filòsof polític estatunidenc d'origen alemany.
- 24 de gener, Basauri, País Basc: Dalmacio Langarica Lizasoain, ciclista basc.
- 25 de gener, París, França: Kenny Clarke, bateria de jazz estatunidenc, inventor de la bateria moderna.
- 16 de febrer, Caracas, Veneçuela: Alí Rafael Primera Rosell, cantautor veneçolà.
- 18 de febrer, Ixelles, Bèlgica: Marcel Pesch, ciclista luxemburguès.
- 24 de febrer, Sonoma, EUA: Marguerite Wildenhain, ceramista i professora estatunidenca.
- 26 de febrer, New Haven, EUA: Tjalling Koopmans, economista estatunidenc d'origen neerlandès.
- 1 de març, Passy, França: Carme Rovira i Fortuny, pintora catalana.[54]
- 10 de març, Moscou, URSS: Konstantín Txernenko, polític soviètic.
- 13 de març, Los Angeles, EUA: Mabel Alvarez, pintora impressionista i modernista estatunidenca (n. 1891).
- 16 de març, Princeton, EUA: Roger Sessions, compositor estatunidenc (n. 1896).[55]
- 28 de març, Saint-Paul de Vence, França: Marc Chagall, pintor belarús.[56]
- 30 de març, Donibane Lohitzune, País Basc: Xabier Galdeano, periodista basc.[57]
- 11 d'abril, Tirana, Albània: Enver Hoxha, polític albanès (n. 1908).[58]
- 18 d'abril, Broadway, Anglaterra: Gertrude Caton-Thompson, arqueòloga anglesa (n. 1889).[59]
- 21 d'abril, São Paulo, Brasil: Tancredo Neves, polític brasiler, President del Brasil.
- 22 d'abril, Moscouː Ielena Liubímova, geofísica soviètica que investigà a l'Oceà Atlàntic.[60]
- 24 d'abril, Wiltz, Luxemburg: François Neuens, ciclista luxemburguès.
- 12 de maig, París, França: Jean Dubuffet, pintor i escultor francès.[61]
- 1 de juny, París, França: Gaston Rébuffat, alpinista francès.
- 6 de juny, París, França: Vladimir Jankélévitch, musicòleg i filòsof francès.
- 3 de juliol, Wetzlar (Alemanya): Germaine Krull, fotògrafa alemanya, figura essencial de la Nova Visió (n.1897).[62]
- 8 de juliol, Cambridge, EUA: Simon Kuznets, economista russo-estatunidenc, premi Nobel d'Economia de 1971 (n. 1901).[63]
- 16 de juliol, Colònia, Alemanya: Heinrich Böll, escriptor alemany, premi Nobel de Literatura de 1972.[64]
- 4 d'agost, ?: Mario Dubsky, pintor anglès.
- 8 d'agost, Rochester, EUA: Louise Brooks, actriu de cinema mut estatunidenca.[65]
- 29 d'agost, Moscou, URSS: Alexander Abramsky, compositor ucraïnès.
- 31 d'agost, Pot Fairy, Austràlia: Frank Macfarlane Burnet, viròleg i biòleg australià. Premi Nobel de Medicina o Fisiologia de l'any 1960 (n. 1899).[66]
- 6 de setembre, Winchester, Anglaterra: Rodney Robert Porter, bioquímic anglès.
- 8 de setembre, 
  - Big Sur, EUA: Paul John Flory, químic estatunidenc.
  - Nova York: Ana Mendieta, artista cubana.[67]
- 19 de setembre, Siena, Itàlia: Italo Calvino, escriptor italià (n. 1923[68]).
- 22 de setembre, Berlín Oest, Alemanya: Axel Springer, editor i empresari alemany.
- 30 de setembre, Autheuil-Authouillet, França: Simone Signoret, actriu francesa.[69]
- 2 d'octubre, Beverly Hills, EUA: Rock Hudson, actor estatunidenc.
- 4 d'octubre, Bratislava, Txecoslovàquia: Jozef Herda, lluitador txecoslovac.
- 10 d'octubre:
  - Los Angeles, EUA: Orson Welles, actor, director i guionista estatunidenc (n. 1915).[70]
  - Nova York, EUA: Yul Brynner, actor de cinema i teatre rus nacionalitzat estatunidenc (n. 1920).[71]
- 13 d'octubre: Roma: Francesca Bertini, actriu italiana del cinema mut (n. 1892).[72]
- 16 d'octubre, Melbourne, Austràliaː Margaret Michaelis, fotògrafa austríaca que va viure a Barcelona els anys 1933-1937 (n. 1902).[73]
- 22 d'octubre, Ehrwald, Àustria: Viorica Ursuleac, cantant d'òpera romanesa (n.1894).[74]
- 8 de novembre, Zeist, Països Baixos: Lili Bleeker, empresària i física neerlandesa, fabricant d'instruments òptics (n. 1897).[75]
- 15 de novembre, Basilea: Meret Oppenheim, artista surrealista suïssa (n. 1913).[76]
- 18 de novembre, Granada, Espanya: Jacinto Bosch Vilá, arabista i historiador català.
- 19 de novembre, Buenos Aires, Argentina: Carmen Soler, mestra, poeta i activista política comunista paraguaiana.
- 25 de novembre, Roma: Elsa Morante, escriptora italiana (n. 1912).[77]
- 2 de desembre, Strausberg, RDA: Heinz Hoffmann, polític i militar comunista alemany.
- 12 de desembre, Nova York: Anne Baxter, actriu nord-americana guanyadora del premi Oscar (n.1923).[78]
- 24 de desembre, Alger, Algèria: Ferhat Abbas, polític algerià, militant del Front d'Alliberament Nacional.
- 26 de desembre, Ruhengeri, Ruanda: Dian Fossey, zoòloga estatunidenca (n. 1932).[79]
- ?, Almeria, Espanya: Octavio Montserrat Chapa-Luna, músic, director de banda i compositor valencià.